# Milagros, Burgos
Milagros là một đô thị trong tỉnh Burgos, Castile và León, Tây Ban Nha. Dân số xấp xỉ 502 người và cách Aranda de Duero 10 km. Milagros nằm trong vùng rượu vang của Ribera del Duero.